# Lago Paimún
Lago Paimún är en sjö i Argentina.   Den ligger i provinsen Neuquén, i den sydvästra delen av landet, 1 300 km väster om huvudstaden Buenos Aires. Lago Paimún ligger 894 meter över havet. Arean är 97 kvadratkilometer. Den sträcker sig 11,4 kilometer i nord-sydlig riktning, och 36,5 kilometer i öst-västlig riktning.
I omgivningarna runt Lago Paimún växer i huvudsak blandskog. Runt Lago Paimún är det mycket glesbefolkat, med 3 invånare per kvadratkilometer.